# Erik Bergström
Johan Erik Vitalis Eugén "Backen" Bergström, (Gotemburgo, Suecia, 6 de enero de 1886 - Gotemburgo, Suecia, 30 de enero de 1966) fue un futbolista sueco.

## Carrera
Fue uno de los jugadores que participaron en el primer partido internacional de Suecia, contra Noruega en Gotemburgo, el 12 de julio de 1908. Bergström fue luego seleccionado para los equipos de fútbol suecos en los Juegos Olímpicos de Londres 1908 y los Juegos Olímpicos de Estocolmo 1912.
En Londres fue reserva, pero cuatro años más tarde, en Estocolmo, el defensa de Öis jugó en ambos partidos de Suecia en el torneo.
Bergström, que durante su carrera en el club perteneció al Örgryte IS y allí ganó siete campeonatos nacionales, jugó un total de 7 partidos internacionales entre 1908 y 1913, en los que también anotó 6 goles.
"Backen" Bergström, que recibió su apodo debido a su posición en el campo, era hermano de los también jugadores de ÖIS y de la selección nacional Gustaf y Henrik y del jugador de ÖIS Georg.
Erik Bergström está enterrado en el cementerio de Kviberg en Gotemburgo.

## Méritos

### En clubes
Örgryte IS - Sociedad Deportiva Örgryte 
- Campeón sueco (7): 1902, 1904, 1905, 1906, 1907, 1909, 1913

### En la selección
Selección de fútbol de Suecia
- Seleccionado para los Juegos Olímpicos (2): 1908 (reserva), 1912 (jugó en ambos partidos de Suecia).
- 7 partidos internacionales, 6 goles.